# Marco Annio Flavio Libón
Marco Annio Flavio Libón  fue un senador romano de finales del siglo II y comienzos del siglo III que desarrolló su carrera bajo los emperadores Cómodo, Pertinax y Septimio Severo. 

## Origen y familia
Su familia, que poseía el estatuto de patricia, era natural de la muy romanizada provincia hispana de la Bética, formando parte del llamado clan de senadores hispanos que dominaron la política romana desde finales del siglo I hasta la época de Marco Aurelio. Probablemente era hijo del senador Marco Annio Sabino Libón, nieto de Marco Annio Libón, consul suffectus en 161, y bisnieto de Marco Annio Libón, consul ordinarius en 128, bajo Adriano.

## Carrera
Su carrera comenzó bajo el imperio de Marco Aurelio, cuando desempeñó algún tipo de honor público en 179. Asesinados Cómodo, Pertinax y Didio Juliano en 192 y 193 respectivamente, su familia debió alinearse con los intereses de Septimio Severo, emperador que le nombró consul ordinarius en 204.